# Yamamoto Gonbee

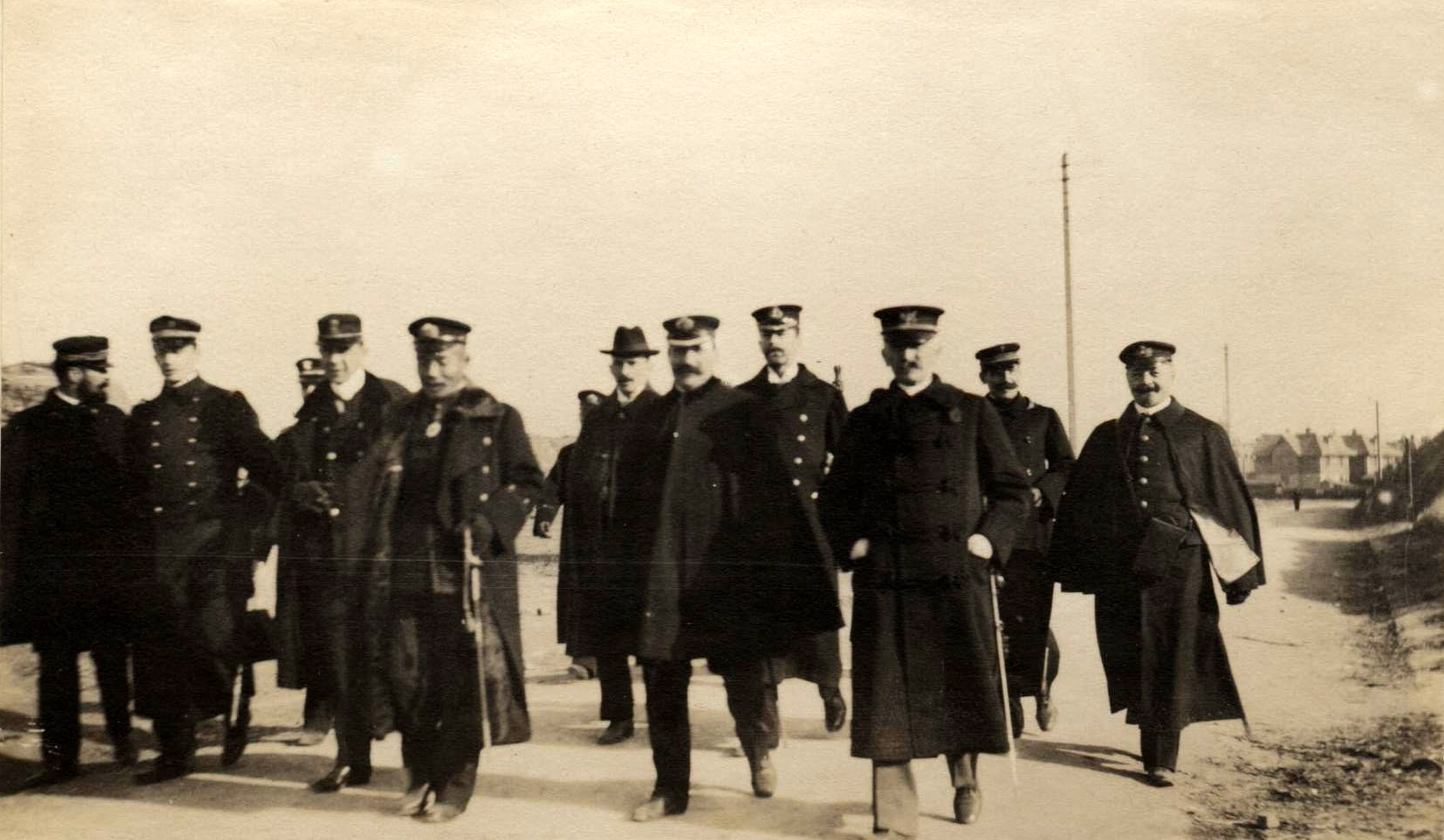
Yamamoto Gonbee visitando la ciudad de Port Arthur en 1904, poco después de ser tomada por los japoneses durante la guerra ruso-japonesa.

El conde Yamamoto Gonbee (山本権兵衛?   26 de noviembre de 1852-8 de diciembre de 1933), también conocido como Gonnohyōe, fue un almirante de la Marina Imperial Japonesa y el decimosexto (20 de febrero de 1913-16 de abril de 1914) y vigésimo segundo (2 de septiembre de 1923-7 de enero de 1924) primer ministro de Japón.

## Primeros años
Nació en la ciudad de Kagoshima en la provincia de Satsuma (hoy la prefectura de Kagoshima) y fue el hijo de un samurái que sirvió para el clan Shimazu. Siendo joven, tomó parte de la guerra Anglo-Satsuma. Posteriormente se unió a la Octava Tropa de Rifles de Satsuma, y en la guerra Boshin que derrocó al shogunato Tokugawa, peleó en la batalla de Toba-Fushimi y también estuvo a bordo de unas de las naves que combatió contra Enomoto Takeaki en Hokkaidō en 1869.

## Carrera naval
Durante la Restauración Meiji, Yamamoto asistió a varias escuelas preparatorias en Tokio, ingresando a la Segunda Clase de la Academia Naval Imperial Japonesa en 1870. Luego de graduarse en 1874, fue a un curso de entrenamiento por Europa y América del Sur a bordo de varios buques de la Marina alemana entre 1877 y 1878, y como oficial novato adquirió bastante experiencia en el mar. Escribió un manual de artillería que se convertiría en el estándar para la Marina Imperial Japonesa y fue nombrado como comandante segundo del crucero Naniwa en el viaje de Elswick a Japón (1885-1886). Posteriormente acompañó al ministro de la Marina Kabayama Sukenori en un viaje a Estados Unidos y Europa (1887-1888).
Como comandante del crucero Takao recibió una misión confidencial de reunirse con el General Qing Yuan Shikai en Seúl, Corea (1890). Luego asumiría el comando del Takachiho.
Hacia 1893, a pesar de que el ministro de la Marina era Saigō Tsugumichi, Yamamoto se había convertido en el verdadero líder de la Marina, iniciando con numerosas reformas, tratando de eliminar el favoritismo hacia oficiales que provenían de su provincia natal e intentando igualar el estatus con el ejército dentro del Consejo Supremo de Guerra. También impulsó una estrategia agresiva hacia China en la primera guerra sino-japonesa.
El ascenso de rangos de Yamamoto había sido más rápido: contraalmirante (1895); vicealmirante y ministro de la Marina (1898). Alcanzó el rango de danshaku (barón) en 1902, y fue promovido a almirante en 1904.
Como ministro de la Marina durante la guerra ruso-japonesa, Yamamoto mostró un gran liderazgo y fue el responsable de la asignación de Tōgō Heihachirō como comandante en jefe de la Flota Combinada.
Yamamoto fue elevado a hakushaku (conde) en 1907.

## Como primer ministro
Fue nombrado primer ministro de Japón por primera vez en 1913. Durante este mandado, abolió la regla de que tanto el ministro de Marina como el de Guerra debían ser oficiales en activo. Tuvo reputación de liberal y de apoyar los reclamos públicos de democracia y de gobierno constitucional. Sin embargo, su etapa al frente del gobierno estuvo plagada de acusaciones de corrupción. Hubo de renunciar al año siguiente junto con su gabinete para asumir la responsabilidad del escándalo Siemens. No obstante, nunca se pudo probar que Yamamoto hubiese estado involucrado de manera directa en él.
Pasó a la reserva 1914.
Se le encomendó de nuevo la Presidencia del Consejo de Ministros en 1923, durante la crisis que causó el gran terremoto de Kanto. Fue el principal responsable de la reconstrucción de Tokio, que había sido destruida en gran parte por el terremoto. También impulsó una reforma del sistema electoral que implantó el sufragio universal masculino. Sin embargo, debió renunciar con su gabinete nuevamente en enero de 1924, esta vez para asumir la responsabilidad del Incidente de Toranomon, en el que el príncipe regente Hirohito estuvo a punto de ser asesinado.
Posteriormente, Yamamoto abandonó de manera completa la vida política.

## Honores

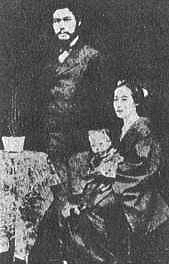
Gonbee y su esposa Tokiko.

Poco antes de su muerte en 1933, recibió el collar y el gran cordón de la Suprema Orden del Crisantemo, la mayor condecoración japonesa. También recibió el título de caballero gran cruz de honor de la Orden de San Miguel y San Jorge en 1907.